# Le Français (1868)
Pour les articles homonymes, voir Français (homonymie).
Le Français est un quotidien politique français, fondé en 1868 et fusionné avec Le Moniteur universel en 1887.

## Histoire
Financé par un groupe de capitalistes catholiques, Le Français est lancé le 2 août 1868. Quotidien politique de nuance catholique libérale, Le Français parait le soir et coûte quinze centimes le numéro. Il a pour rédacteur en chef l'avocat François Beslay (d). Le secrétaire de la rédaction est Gustave Allard. Les bureaux de la rédaction et de l'administration sont situés au no 20 de la rue Bergère, à Paris.
Au début de la Troisième République, Le Français est l'organe du duc de Broglie et de Louis Buffet, personnalités du centre droit orléaniste.
En 1887, Le Français n'a que 1 500 abonnés. En novembre de cette même année, il fusionne avec un autre journal catholique et royaliste, Le Moniteur universel, lui-même en perte de vitesse, dont le titre est conservé. Le directeur du Français, l'ancien ministre Octave Depeyre, devient alors le directeur politique du nouveau Moniteur.
Quelques numéros isolés du Français ont cependant été publiés après cette fusion, entre 1890 et 1898, afin de conserver la propriété du titre.

## Collaborateurs
- Gustave Allard[2]
- Charles Audley[2]
- François Beslay (d)[2]
- Charles Chevé[6]
- Augustin Cochin[5]
- Eugène Dufeuille (d)[3]
- Dupuich[6]
- Charles Dupuy[2]
- Victor Fournel (Bernadille)[7]
- Jules Guillemot[3]
- F. de Launay[6]
- Amédée de Margerie[6]
- Th. Medland[2]
- Étienne Récamier[2]
- Antonin Rondelet[8]
- Paul Thureau-Dangin[3]